# GD2 (gangliozid)
GD2 je disijalogangliozid koji je izražen u tumorima neuroektodermnog porekla, uključujući ljudske neuroblastome i melanome, sa veoma ograničenim izražavanjem u normalnim tkivima, kod ljudi prvenstveno u cerebelumu i perifernom nervnom sistemu.
Izražavanje GD2 koje je relativno specifično za tumore ga čini podesnom metom za imunoterapiju putem monoklonalnih antitela ili sa veštačkim T-ćelijski receptorima.